# 葉緑素計
葉緑素計（ようりょくそけい）とは、葉緑素を計測するための計測器で、主に農業や林業等に用いられる。

## 概要
葉緑素計は植物の葉に含まれる葉緑素の濃度を数値化する計測器。
葉緑素は一般に400～500nmの青色域と600～700nmの赤色域に吸光帯を有してはいるものの、青色域ではカロチノイド類など他の色素の吸収波長と重複するので葉緑素のみが吸収する赤色域と、どの色素にもほとんど吸収されない赤外領域の光学濃度差をもとにSPAD値を算出する。
穀物などの農産物への窒素肥料の施肥は収穫量、品質に密接に関連するが、過度な窒素肥料の投入は逆効果であり、収穫量の低下、品質の劣化を招くだけでなく、硝酸塩の形態で土壌中に蓄積して地下水への流出・汚染を引き起こすことが懸念される。そのため従来の圃場単位での画一的な窒素肥料の大量投入を改め、よりきめ細かい空間単位毎に計測を行い、窒素ストレスを起こしている空間単位のみに窒素施肥を行なう必要があり、そのためには生育状況の正確な把握が不可欠である。一般に作物体の窒素量が多くなると葉緑素含量
も増加するので葉の緑色濃度が高まるという性質を応用する。
構造上、試料となる葉を一枚ずつ挿んで測定するので広大な面積で測定するためには時間がかかるので近年の精密農業では特定の波長を透過するフィルターを備えたカメラを使用した画像解析の手法が採用されつつある。

## 構成
葉緑素計は内部にピーク波長650nm付近の赤色領域の発光ダイオード(LED)とピーク波長940nm付近の赤外領域LEDの2つの光源が内蔵されている発光部と受光部があり、測定する試料を発光部と受光部で挟むと2つのLEDが交互に点灯してその光が試料を透過して受光素子に導かれて光電変換される。SPADメータ以外のディジタル葉緑素計も波長領域に若干の違いはあるが赤色と近赤外の2波長吸光度差測定法(dual wavelength difference photometry)が用いられる。

### 光源
ピーク波長650nm付近の赤色領域の発光ダイオード(LED)とピーク波長940nm付近の赤外領域LEDの2つの光源がある。

### 検出器
フォトダイオードが用いられる。

## 使用法
葉を一枚一枚挟んで色を測る。

## 長所
測定者の主観に頼る従来の葉色カラースケールを使用する方法と比較して、熟練度に依存せず、精密で客観性が高い。

## 短所
葉を一枚ずつ測定するので長い測定時間を要する。

## 用途
- 農業
- 林業
- 環境調査

## 製造会社
- コニカミノルタ
- 富士フイルム

## 参考資料
- 農林統計協会, 農林水産省図書館 編『IT化の現状と食料・農業・農村』 30巻、農林統計協会、2003年。ISBN 9784541030870。
- 稲田勝美、「作物生葉の緑色程度ならびに葉緑素含量の測定法とその応用に関する研究 -2-」 日本作物学会紀事 33(4), 301-308, 1965-06, NAID 110001738443
- 澁澤 栄『精密農業』朝倉書店、2006年。ISBN 9784254400151。
- 中鉢富夫, 浅野岩夫, 及川勉、「葉緑素計による水稲(ササニシキ)の窒素栄養診断」 『日本土壌肥料学雑誌』 1986年 57巻 2号 p.190-193, doi:10.20710/dojo.57.2_190
- 只木良也, 木下真実子、「葉緑素計SPAD-501を用いて測定した樹木の葉のクロロフィル濃度 『日本林学会誌』 1988年 70巻 11号 p.488-490, doi:10.11519/jjfs1953.70.11_488
- Monje, Oscar A., and Bruce Bugbee. "Inherent limitations of nondestructive chlorophyll meters: a comparison of two types of meters." HortScience 27.1 (1992): 69-71.
- 野口伸、「ICT 農業とリモートセンシング」 『日本ロボット学会誌』 2016年 34巻 2号 p.100-102, doi:10.7210/jrsj.34.100